# Oriole de Martinique
Icterus bonana
 (janvier 2010).
Espèce
Statut de conservation UICN

 VU B1ab(v) : Vulnérable
L'Oriole de Martinique (Icterus bonana), également appelé carouge de la Martinique, est une espèce d'oiseaux de la famille des ictéridés, endémique de la Martinique.

## Histoire de l'espèce
Cet oiseau a été décrit scientifiquement pour la première fois en 1766 par Linné (Systema Naturae, 12e édition, p. 162).

## Morphologie
La tête, le cou et le haut de la poitrine sont châtain foncé. Le dos, les ailes et la queue sont noirs. Les épaules, le croupion et le ventre sont roux orangé. Cet oiseau mesure 17 à 20 cm de long.

## Aire de répartition
Cet oiseau est endémique de la Martinique.

## Habitat
Cet oiseau peuple divers biotopes de la mangrove littorale aux collines semi-arides et aux forêts humides d'altitude, en dessous de 700 m.

## Nidification
La femelle pond deux œufs tachetés.

## Écologie
Cet oiseau a souffert de l'établissement dans l'île du Molothre du Vacher luisant (Molothrus bonariensis) qui l'a fait régresser considérablement.

## Statut
Cette espèce menacée est vulnérable.

## L'animal et l'homme

### Nom vernaculaire
Créole martiniquais carouge.

## Sources
[réf. incomplète]
- Collar et al., 1992
- Bulens (P.) et Ledru (A.), 1994
- Feldmann (P.) et Villard (P.), 1994